# Asthenargus
Asthenargus là một chi nhện trong họ Linyphiidae.